# تامپسون، نورفک
تامپسون (به انگلیسی: Thompson) یک روستا و محله مدنی در بریتانیا است که در Breckland District واقع شده‌است. تامپسون ۹٫۲۰ کیلومتر مربع مساحت و ۳۴۳ نفر جمعیت دارد.